# Sinopoda lebar
Sinopoda lebar – gatunek pająka z rodziny spachaczowatych i podrodziny Heteropodinae.

## Taksonomia
Gatunek ten opisany został po raz pierwszy w 2020 roku przez Elenę Grall i Petera Jägera na łamach „Zootaxa”. Jako miejsce typowe wskazano Rurukan na stokach Gunung Mahawu w Tomohonie na terenie indonezyjskiej prowincji Celebes Północny. Epitet gatunkowy oznacza po indonezyjsku „szeroki” i odnosi się do pogrubionych wyrostków gruczołowych w genitaliach samicy.

## Morfologia
Samice osiągają od 4,7 do 5,2 mm długości ciała przy prosomie długości od 2,2 do 2,3 mm i szerokości 2,1 mm. U okazu przechowywanego w alkoholu karapaks jest żółty z brązową kropką na przedzie, brązowymi i białymi paskami po bokach oraz żółtą podkową w tyle. Szczękoczułki są żółte z dwoma brązowymi paskami, nogogłaszczki i odnóża żółtawobrązowo-brązowe, sternum żółtawobiałe z sześcioma brązowymi kropkami, natomiast opistosoma (odwłok) z wierzchu brązowa z żółtawobiałymi kropkami i białym pasem podłużnym, z tyłu z czterema żółtymi kropkami, a od spodu żółtawoszara z brązowym tyłem. Szczękoczułki mają trzy zęby na krawędzi przedniej i cztery na tylnej. Genitalia samicy mają szersze niż dłuższe pole epigynalne pozbawione pasm przednich i sensillów szczeliniastych, szeroką przegrodę na przedzie wciętą pośrodkowo, zlane płaty boczne, zrośnięte wzdłuż linii środkowej spermateki, położone brzusznie od spermatek i pogrubiałe wyrostki gruczołowe oraz zakrzywione przewody zapładniające w tyle niemal tak szerokie jak na przedzie.

## Rozprzestrzenienie
Pająk orientalny, endemiczny dla Celebesu, znany tylko z lokalizacji typowej na terenie prowincji Celebes Północny. Odnaleziony został na wysokości 1200 m n.p.m.